# Urs Imboden
Urs Imboden, né le 7 janvier 1975 à Santa Maria Val Müstair, est un skieur alpin suisse, devenu moldave.

## Biographie
Il fait ses débuts en compétition officielle lors de la saison 1994-1995. Avec l'équipe nationale suisse, il découvre la Coupe du monde et le haut niveau international en janvier 1997 en participant au slalom de Wengen. Il marque ses premiers points en 1998. Dans la Coupe d'Europe, il monte sur son premier podium en 1998 en slalom et gagne sa première manche en novembre 2002 à Levi.
En novembre 2000, Urs Imboden obtient son meilleur résultat en Coupe du monde en se classant cinquième du slalom de Park City.
En février 2002, il est inscrit au slalom des Jeux olympiques de Salt Lake City à l'issue duquel il obtient un résultat notable avec une cinquième place.
En 2006, il opte pour la nationalité moldave après avoir été écarté de l'équipe de Suisse. Il est notamment onzième aux Championnats du monde 2007 à Åre et neuvième aux Championnats du monde 2009, à Val d'Isère, à chaque fois en slalom. En mars 2009, il est de nouveau vainqueur en Coupe d'Europe en s'imposant sur le slalom de Crans Montana, lors d'une saison où il marque ses premiers points dans la Coupe du monde depuis qu'il représente la Moldavie.
Présent dans la délégation moldave lors des Jeux olympiques de 2010, à Vancouver, il prend part uniquement au slalom, mais abandonne lors de la première manche. Cet hiver, il établit son meilleur classement spécifique en slalom avec le dix-huitième rang, grâce notamment à une septième place à Adelboden.
Après la saison 2010-2011, il décide de se retirer du ski.

## Palmarès

### Jeux olympiques d'hiver
| Épreuve / Édition      | Slalom  |
| JO 2002 Salt Lake City | 5e      |
| JO 2010 Vancouver      | Abandon |

### Championnats du monde
| Épreuve / Édition | St. Anton 2001 | Saint-Moritz 2003 | Åre 2007 | Val d'Isère 2009 | Garmisch-Partenkirchen 2011 |
| Slalom            | Abandon        | 21e               | 11e      | 9e               | 14e                         |
| Slalom géant      | -              | -                 | Abandon  | -                | -                           |

### Coupe du monde
- Meilleur classement général : 54e en 2001.
- Meilleur résultat : 5e.

| Saison/Classement | Général | Général | Slalom | Slalom |
| Saison/Classement | Class.  | Points  | Class. | Points |
| ----------------- | ------- | ------- | ------ | ------ |
| 1999              | 131e    | 7       | 55e    | 7      |
| 2000              | 92e     | 36      | 43e    | 36     |
| 2001              | 54e     | 107     | 19e    | 107    |
| 2002              | 78e     | 54      | 28e    | 54     |
| 2003              | 80e     | 56      | 31e    | 56     |
| 2004              | 96e     | 201     | 42e    | 34     |
| 2007              | 153e    | 0       | 61e    | 0      |
| 2008              | 144e    | 0       | 60e    | 0      |
| 2009              | 93e     | 45      | 31e    | 45     |
| 2010              | 62e     | 115     | 18e    | 115    |
| 2011              | 106e    | 40      | 38e    | 40     |

### Coupe d'Europe
- 3e du classement du slalom en 2009.
- 5 podiums, dont 2 victoires.

### Championnats de Suisse
- Champion en slalom en 2002, 2003 et 2004.